# Четамская библиотека

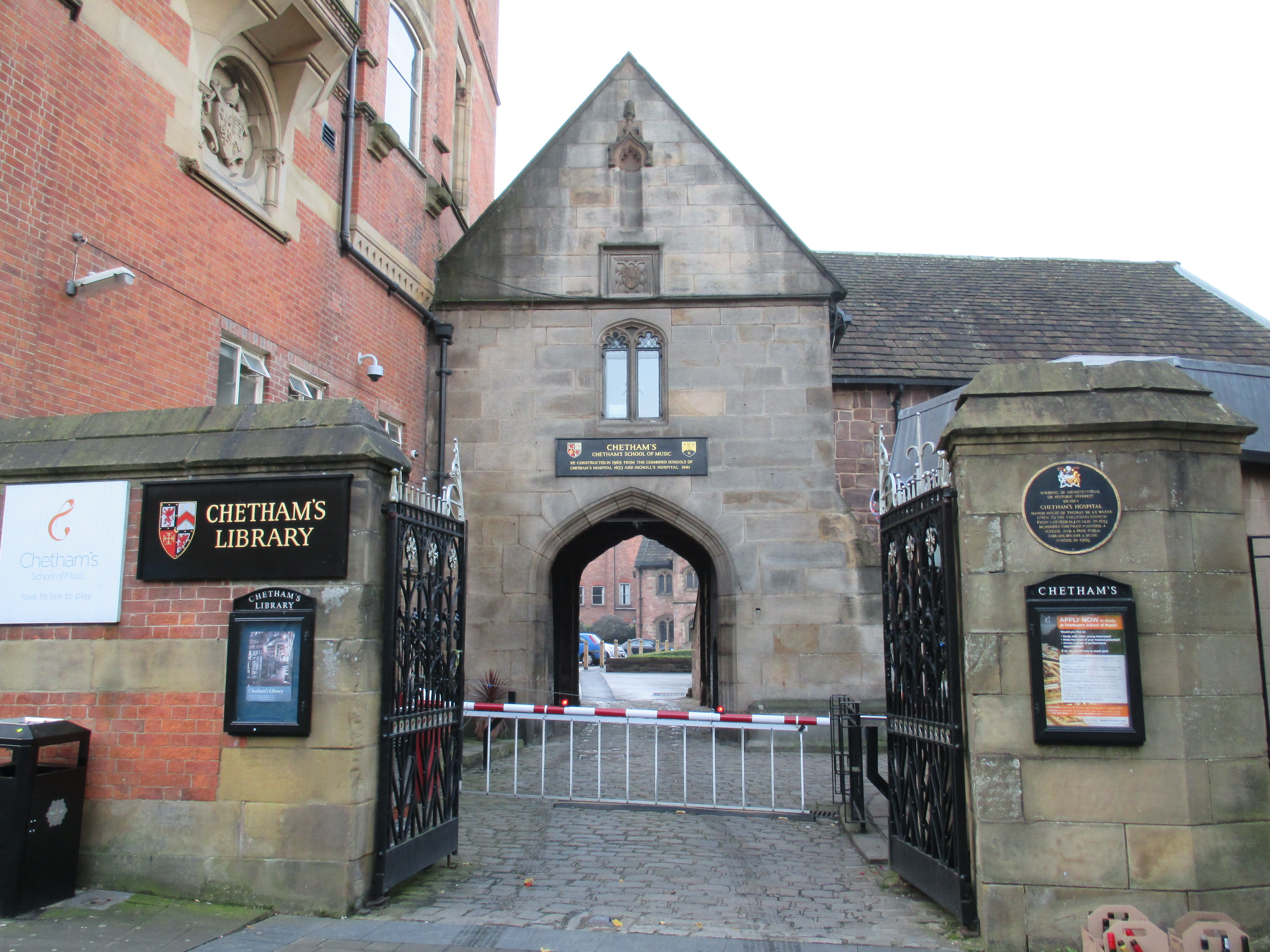
Главный вход в Четамскую библиотеку

Четамская библиотека (англ. Chetham’s Library) — старейшая бесплатная публичная справочная библиотека в англоязычном мире. Расположена в городе Манчестер, Англия. Больница Четам, в которой наряду с библиотекой находится Четамская школа музыки, была создана в 1653 году по завещанию Хамфри Четама(1580—1653), для образования «сынов честных, трудолюбивых и болезненных родителей». Четамская библиотека является аккредитованным музеем по программе аккредитации Совета по делам искусств Англии.
Библиотека функционирует с основания и работает как независимая благотворительная организация. Режим работы с понедельника по пятницу с 9:00 до 12:30 и с 13:30 до 16:30 по предварительной записи, посещение бесплатное. Экскурсии по библиотеке для посетителей можно забронировать онлайн с 2 сентября 2019 года на сайте библиотеки.
Каталоги печатных изданий, архивов и рукописей, хранящихся в Четамской библиотеке, доступны онлайн. Грант 2014 года в размере 45 000 фунтов стерлингов, полученный Четамской библиотекой, позволил кураторам сделать коллекцию доступной для онлайн-пользователей через проекты оцифровки.

## Фонды
В библиотеке хранится более 100 000 томов, из которых 60 000 изданы до 1851 г, в том числе коллекции печатных произведений XVI и XVII веков, периодические издания и журналы, краеведческие источники, рекламные листки и эфемеры.
Все коллекции библиотеки определены как собрание национального и международного значения в соответствии со схемой обозначения Совета музеев, библиотек и архивов, в настоящее время администрируемой Советом по делам искусств Англии.
Картины, представленные как часть коллекции изобразительного искусства библиотеки, включают портреты Уильяма Уитакера, преподобного Джона Рэдклиффа, Роберта Тьера, преподобного Фрэнсиса Роберта Рейнса и Элизабет Ли.. Коллекция включает живописное полотно «Аллегорию с путти и сатирами» (холст, масло), приписываемое голландскому художнику XVI века Винсенту Селлаэру.
Одна из самых значительных коллекций библиотеки принадлежала Зоологическим Садам Бель-Вю, самому известному развлекательному аттракциону и зоологическому центру Манчестера, работавшему с 1830-х по 1980-е годы. Коллекция содержит тысячи плакатов, программ и фотографий, а также финансовые и деловые документы владельца Джона Дженнисона. Большое количество предметов из этой коллекции доступно в оцифрованном виде в Интернете.

## История

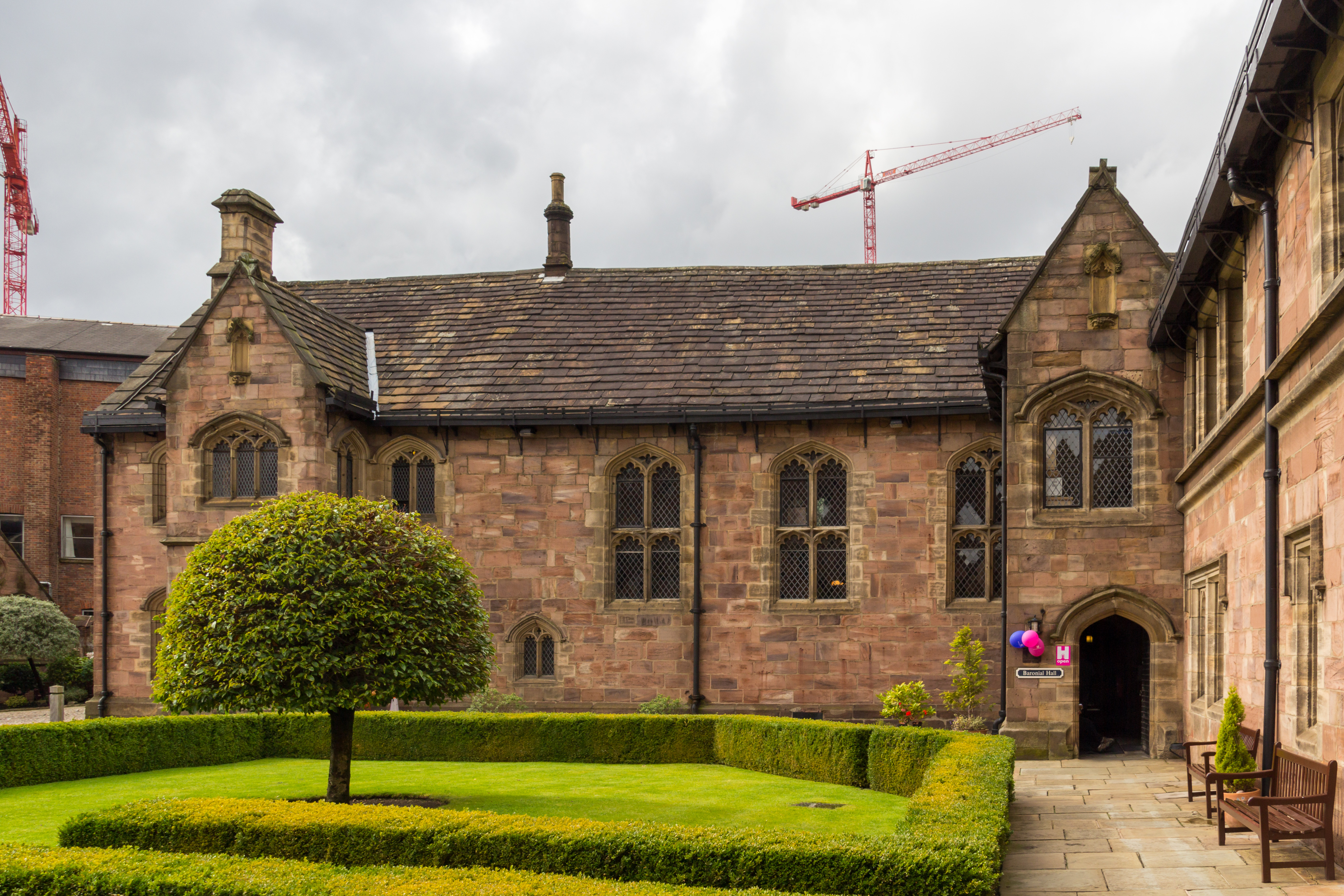
Баронский зал XV века рядом с библиотекой Четама

Усадьба лорда в центре средневекового города Манчестер стояла на клифе из песчаника, у слияния рек Эруэлл и реки Ирк.
В 1421 году настоятель приходской церкви Томас де ла Варре (лорд поместья Манчестера) получил от Генриха V лицензию на преобразование церкви в коллегиальный фонд. Он пожертвовал свою усадьбу в качестве здания коллегии священников для коллегиальной церкви (позже ставшей Манчестерским собором). Здесь располагалось жилье для надзирателя, 8 служащих, 4 клерков и 6 певчих.
Манчестерская бесплатная гимназия для мальчиков из Ланкашира была построена между церковью и зданиями колледжа между 1515 и 1518 годами. Колледж был распущен в 1547 году в соответствии с Законом о Часовнях и продан графу Дерби . Он был восстановлен как католический фонд королевой Марией и снова распущен протестантской королевой Елизаветой I. В 1578 году коллегиальная церковь была заново основана уставом как Христос колледж и снова занята надзирателем и товарищами. В Гражданскую войну он использовался как тюрьма и арсенал.
В 1653 году здания колледжа были куплены по завещанию Хамфри Четама для использования в качестве бесплатной библиотеки и благотворительной школы. В то время на севере Англии не было возможности для независимого образования, и в завещании Хамфри Четама от 1651 г. оговаривалось, что библиотека должна быть «для использования учеными и другими людьми, пользующимися положительным влиянием», и предписывалось библиотекарю "ничего ни от кого не требовать. что входит в библиотеку ".
24 человека, назначенные Хамфри Четамом, намеревались приобрести крупную коллекцию книг и рукописей, которая охватывала бы весь диапазон доступных знаний и могла бы конкурировать с библиотеками колледжей Оксфорда и Кембриджа. Чтобы защитить недавно приобретенные книги от сырости, библиотека была размещена на первом этаже. В соответствии с положениями завещания Хамфри Четама, книги были прикованы цепями к печатным станкам (книжным шкафам). 24 резных дубовых стула с S-образными опорами для рук (которые все ещё используются) были предоставлены в качестве сидений для читателей.
В 1718 году манчестерский поэт и изобретатель стенографической системы Джон Байром должен был занять должность хранителя библиотеки.
Джон Байром был заядлым коллекционером книг, отклонил предложение, но после того, как его хороший друг Роберт Тьерстал библиотекарем в 1732 году, он часто выступал в качестве агента библиотеки, покупая книги на лондонских аукционах.

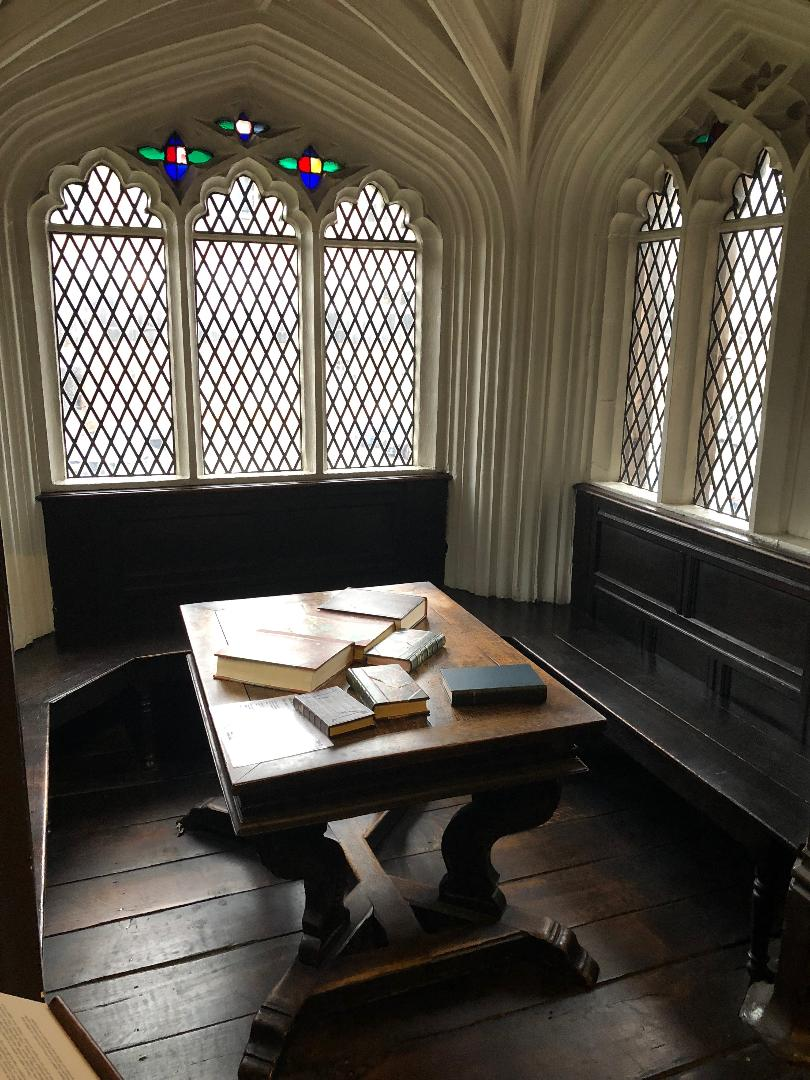
Подоконник, в котором работали Карл Маркс и Фридрих Энгельс

Библиотека Байрома, которая включала рукопись его поэмы «Рождественский день» (которая стала рождественским гимном «Пробуждающиеся христиане») и около 2800 печатных книг, была подарена библиотеке его потомком, Элеонорой Атертонв 1870 году.
Изначально книги не были каталогизированы и помещены в печатные машины по размеру. Первый каталог не выпускался до 1791 года, а затем был написан на латыни и содержал только размер и тематику каждой книги. От практики связывания книг отказались в середине XVIII века, когда были возведены ворота для предотвращения краж.
Четамская библиотека была местом встречи Карла Маркса и Фридриха Энгельса, когда Карл Маркс посетил Манчестер летом 1845 года. Факсимиле изучаемых ими экономических книг можно увидеть на столе в нише у окна, где они встречались. Исследование, которое они провели во время этой серии посещений библиотеки, в конечном итоге привело к их работе «Манифест коммунистической партии». Таким образом, библиотека является исторически важным местом для приезжих коммунистов.
Пристройки к зданиям создали Дж. Э. Греган (1850-е гг.), Альфред Уотерхаус (1878 г.) (внесен в список II степени) и Дж. Медланд Тейлор (1883—1895). Манчестерская гимназия была расширена вдоль Лонг-Миллгейт в 1870 году. Манчестерская гимназия переехала в Фаллоуфилд в 1930-х годах. После того как много лет здание пустовало, оно было разрушено во время Второй мировой войны. Остался только новый блок, он стал частью Четамской школы Музыки в 1978 году. Старое здание колледжа, которое в 1969 году стало музыкальной школой, до сих пор включает Четамскую библиотеку и внесено в список Первого класса .

## Библиотекари
Среди прошлых библиотекарей Роберт Тьер (1709—1781), который стал библиотекарем в 1732 году.
Питер Хордерн (умер в 1836 г.) был библиотекарем, а также служителем капеллы Святого Климента в Чорлтоне-Кам-Харди.
Томас Джонс занимал эту должность с 1845 по 1875 год; за его время размер библиотеки увеличился более чем вдвое (с 19 000 до 40 000 томов). Он также подготовил двухтомный каталог коллекции библиотеки в 1862 и 1863 годах.